# Liste des monuments historiques nationaux de la province de La Pampa
Cet article recense les monuments historiques de la province de La Pampa, en Argentine.
| Monument                                                            | Commune       | Adresse                               | Coordonnées    | Loi             | Notice | Catégorie                                  | Date | Illustration               |
| ------------------------------------------------------------------- | ------------- | ------------------------------------- | -------------- | --------------- | ------ | ------------------------------------------ | ---- | -------------------------- |
| Atelier du peintre Antonio Ortiz Echagüe dans l'Estancia La Holanda | Carro Quemado | Estancia La Holanda                   | à géolocaliser | Décret no 262   | 676    | Bien d'intérêt historique et artistique    |      | Image manquante Téléverser |
| Bivouac de Luan Lauquen (Lagune du Guanaco)                         | Conhello      | Route Nationale N° 35, Km. 361        | à géolocaliser | Décret no 11146 | 677    | Lieu historique                            |      | Image manquante Téléverser |
| Bivouac de Pitral Lauquen (Zone de Poitahue)                        | Leventue      |                                       | à géolocaliser | Décret no 11146 | 678    | Lieu historique                            |      | Image manquante Téléverser |
| Combat entre Cuchilloco et Curaco                                   | Lihuel Calel  |                                       | à géolocaliser | Décret no 11146 | 679    | Lieu historique                            |      | Image manquante Téléverser |
| Théâtre Espagnol                                                    | Santa Rosa    |                                       | à géolocaliser | Loi no 26243    | 680    | Bien d'intérêt historique et architectural |      | Image manquante Téléverser |
| Maison natale de la poète Olga Orozco                               | Toay          | Av. Regimiento 13 esq. Calle Balcarce | à géolocaliser | Loi no 26156    | 681    | Lieu historique                            |      | Image manquante Téléverser |
| Château du Parc Luro                                                | Toay          | Route Nationale N°35, km. 294         | à géolocaliser | Décret no 437   | 682    | Monument historique                        |      | Image manquante Téléverser |
| Bivouac de Nainco                                                   | Toay          |                                       | à géolocaliser | Décret no 11146 | 683    | Lieu historique                            |      | Image manquante Téléverser |
| Campement de Treru Lauquen (El Carancho)                            | Utracan       | Route Nationale Nº 143 y Nº 152       | à géolocaliser | Décret no 11146 | 684    | Lieu historique                            |      | Image manquante Téléverser |
| Pyramide des héros de Cochi-Co                                      | Victorica     | Place du village                      | à géolocaliser | Décret no 2236  | 685    | Tombe                                      |      | Image manquante Téléverser |